# Ronde van Spanje 2021/Startlijst
Deze pagina bevat de startlijst van de 76e Ronde van Spanje die op zaterdag 14 augustus 2021 van start ging in Burgos. In totaal deden er 23 ploegen mee aan de rittenkoers die op zondag 5 september eindigde in Santiago de Compostella. Iedere ploeg ging met acht renners van start, wat het totaal aantal deelnemers op 184 bracht.

## Overzicht

### Team Jumbo-Visma
| rugnummer | renner               | prestaties deze ronde                                                                                  | opmerkingen              | eindklassering |
| --------- | -------------------- | --- | ------------------------ | -------------- |
| 1         | Primož Roglič        | Winnaar: 1e, 11e, 17e en 21e etappe 1e, 2e, 6e, 7e, 8e, 9e, 17e, 18e, 19e, 20e en 21e etappe 1e etappe | Winnaar Ronde van Spanje | 1e             |
| 2         | Koen Bouwman         | |                          | 42e            |
| 3         | Robert Gesink        | |                          | 62e            |
| 4         | Lennard Hofstede     | |                          | 128e           |
| 5         | Steven Kruijswijk    | |                          | 12e            |
| 6         | Sepp Kuss            | 1e en 2e etappe                                                                                        |                          | 8e             |
| 7         | Sam Oomen            | |                          | 18e            |
| 8         | Nathan Van Hooydonck | |                          | 82e            |
|           | Team                 | 1e en 2e etappe                                                                                        |                          |                |

### AG2R-Citroën
| rugnummer | renner              | prestaties deze ronde | opmerkingen | eindklassering |
| --------- | ------------------- | --------------------- | ----------- | -------------- |
| 11        | Geoffrey Bouchard   |                       |             | 14e            |
| 12        | Lilian Calmejane    |                       |             | 33e            |
| 13        | Clément Champoussin | Winnaar: 20e etappe   |             | 16e            |
| 14        | Mickaël Cherel      |                       |             | 45e            |
| 15        | Stan Dewulf         |                       |             | 65e            |
| 16        | Nicolas Prodhomme   |                       |             | 52e            |
| 17        | Damien Touzé        |                       |             | 79e            |
| 18        | Clément Venturini   |                       |             | 97e            |

### Alpecin-Fenix
| rugnummer | renner            | prestaties deze ronde                                | opmerkingen                     | eindklassering |
| --------- | ----------------- | ---------------------------------------------------- | ------------------------------- | -------------- |
| 21        | Jay Vine          |                                                      |                                 | 73e            |
| 22        | Tobias Bayer      |                                                      | Opgave tijdens de 12e etappe    | DNF            |
| 23        | Floris De Tier    |                                                      |                                 | 48e            |
| 24        | Alexander Krieger |                                                      |                                 | 117e           |
| 25        | Sacha Modolo      |                                                      | Opgave tijdens de 19e etappe    | DNF            |
| 26        | Jasper Philipsen  | Winnaar: 2e en 5e etappe 2e, 3e, 5e, 6e en 7e etappe | Niet gestart voor de 11e etappe | DNF            |
| 27        | Edward Planckaert |                                                      |                                 | 122e           |
| 28        | Scott Thwaites    |                                                      |                                 | 134e           |

### Astana-Premier Tech
| rugnummer | renner            | prestaties deze ronde | opmerkingen                     | eindklassering |
| --------- | ----------------- | --------------------- | ------------------------------- | -------------- |
| 31        | Aleksandr Vlasov  |                       | Niet gestart voor de 20e etappe | DNF            |
| 32        | Alex Aranburu     |                       | Niet gestart voor de 11e etappe | DNF            |
| 33        | Omar Fraile       |                       | Niet gestart voor de 13e etappe | DNF            |
| 34        | Gorka Izagirre    |                       |                                 | 27e            |
| 35        | Jon Izagirre      |                       |                                 | 26e            |
| 36        | Ywrïy Natarov     |                       |                                 | 91e            |
| 37        | Óscar Rodríguez   |                       | Opgave tijdens de 7e etappe     | DNF            |
| 38        | Luis León Sánchez |                       | Opgave tijdens de 17e etappe    | DNF            |

### Bahrain-Victorious
| rugnummer | renner          | prestaties deze ronde                            | opmerkingen                  | eindklassering |
| --------- | --------------- | ------------------------------------------------ | ---------------------------- | -------------- |
| 41        | Mikel Landa     |                                                  | Opgave tijdens de 17e etappe | DNF            |
| 42        | Yukiya Arashiro |                                                  |                              | 116e           |
| 43        | Damiano Caruso  | Winnaar: 9e etappe 9e, 10e, 11e, 12e, 13e etappe |                              | 17e            |
| 44        | Jack Haig       |                                                  |                              | 3e             |
| 45        | Gino Mäder      | 20e en 21e etappe                                | Winnaar Jongerenklassement   | 5e             |
| 46        | Mark Padoen     |                                                  |                              | 59e            |
| 47        | Wout Poels      |                                                  |                              | 23e            |
| 48        | Jan Tratnik     |                                                  |                              | 94e            |
|           | Team            | 17e, 18e, 19e, 20e en 21e etappe                 | Winnaar Ploegenklassement    |                |

### BORA-hansgrohe
| rugnummer | renner                | prestaties deze ronde | opmerkingen                     | eindklassering |
| --------- | --------------------- | --------------------- | ------------------------------- | -------------- |
| 51        | Felix Grossschartner  |                       |                                 | '10e           |
| 52        | Cesare Benedetti      |                       |                                 | 107e           |
| 53        | Patrick Gamper        |                       |                                 | 112e           |
| 54        | Martin Laas           |                       |                                 | 140e           |
| 55        | Jordi Meeus           |                       |                                 | 139e           |
| 56        | Anton Palzer          |                       |                                 | 102e           |
| 57        | Maximilian Schachmann |                       | Niet gestart voor de 13e etappe | DNF            |
| 58        | Ben Zwiehoff          |                       |                                 | 47e            |

### Burgos-BH
| rugnummer | renner         | prestaties deze ronde | opmerkingen                  | eindklassering |
| --------- | -------------- | --------------------- | ---------------------------- | -------------- |
| 61        | Daniel Navarro | 14e etappe            |                              | 24e            |
| 62        | Jetse Bol      | 16e etappe            |                              | 71e            |
| 63        | Óscar Cabedo   |                       |                              | 19e            |
| 64        | Carlos Canal   |                       |                              | 106e           |
| 65        | Ángel Madrazo  | 4e etappe             |                              | 63e            |
| 66        | Ander Okamika  |                       |                              | 75e            |
| 67        | Diego Rubio    | 2e etappe             | Opgave tijdens de 18e etappe | DNF            |
| 68        | Pelayo Sanchez |                       |                              | 84e            |

### Caja Rural-Seguros RGA
| rugnummer | renner              | prestaties deze ronde | opmerkingen                     | eindklassering |
| --------- | ------------------- | --------------------- | ------------------------------- | -------------- |
| 71        | Jonathan Lastra     | 11e etappe            | Opgave tijdens de 18e etappe    | DNF            |
| 72        | Jon Aberasturi      |                       |                                 | 132e           |
| 73        | Julen Amezqueta     | 3e, 9e en 12e etappe  |                                 | 43e            |
| 74        | Aritz Bagües        | 8e etappe             |                                 | 87e            |
| 75        | Jefferson Cepeda    |                       |                                 | 32e            |
| 76        | Álvaro Cuadros      | 13e etappe            |                                 | 78e            |
| 77        | Oier Lazkano        | 5e etappe             | Niet gestart voor de 20e etappe | DNF            |
| 78        | Sergio Roman Martín |                       | Opgave tijdens de 9e etappe     | DNF            |

### Cofidis
| rugnummer | renner           | prestaties deze ronde | opmerkingen                 | eindklassering |
| --------- | ---------------- | --------------------- | --------------------------- | -------------- |
| 81        | Guillaume Martin |                       |                             | 9e             |
| 82        | Piet Allegaert   |                       |                             | 123e           |
| 83        | Fernando Barceló |                       |                             | 89e            |
| 84        | Eddy Finé        |                       |                             | 92e            |
| 85        | Jesús Herrada    |                       |                             | 38e            |
| 86        | José Herrada     |                       |                             | 57e            |
| 87        | Emmanuel Morin   |                       | Opgave tijdens de 7e etappe | DNF            |
| 88        | Rémy Rochas      |                       |                             | 15e            |

### Deceuninck–Quick-Step
| rugnummer | renner             | prestaties deze ronde                                                                                         | opmerkingen              | eindklassering |
| --------- | ------------------ | --- | ------------------------ | -------------- |
| 91        | Fabio Jakobsen     | Winnaar: 4e, 8e en 16e etappe 4e, 8e, 9e, 10e, 11e, 12e, 13e, 14e, 15e, 16e, 17e, 18e, 19e, 20e en 21e etappe | Winnaar Puntenklassement | 141e           |
| 92        | Andrea Bagioli     | 1e en 2e etappe                                                                                               |                          | 90e            |
| 93        | Josef Černý        | |                          | 142e           |
| 94        | James Knox         | |                          | 100e           |
| 95        | Florian Sénéchal   | Winnaar: 13e etappe                                                                                           |                          | 118e           |
| 96        | Zdeněk Štybar      | |                          | 133e           |
| 97        | Bert Van Lerberghe | |                          | 137e           |
| 98        | Mauri Vansevenant  | |                          | 101e           |

### EF Education-Nippo
| rugnummer | renner               | prestaties deze ronde          | opmerkingen                      | eindklassering |
| --------- | -------------------- | ------------------------------ | -------------------------------- | -------------- |
| 101       | Hugh Carthy          |                                | Opgave tijdens de 7e etappe      | DNF            |
| 102       | Jonathan Caicedo     |                                | Niet gestart voor de 15e etappe  | DNF            |
| 103       | Diego Andres Camargo |                                |                                  | 53e            |
| 104       | Simon Carr           |                                | Opgave tijdens de 11e etappe     | DNF            |
| 105       | Lawson Craddock      |                                |                                  | 69e            |
| 106       | Jens Keukeleire      |                                |                                  | 50e            |
| 107       | Magnus Cort          | Winnaar: 6e, 12e en 19e etappe | Winnaar Prijs voor de Strijdlust | 77e            |
| 108       | Tom Scully           |                                |                                  | 125e           |

### Euskaltel-Euskadi
| rugnummer | renner             | prestaties deze ronde | opmerkingen | eindklassering |
| --------- | ------------------ | --------------------- | ----------- | -------------- |
| 111       | Mikel Bizkarra     |                       |             | 46e            |
| 112       | Xabier Azparren    |                       |             | 111e           |
| 113       | Joan Bou           | 6e etappe             |             | 103e           |
| 114       | Mikel Iturria      |                       |             | 60e            |
| 115       | Juan José Lobato   |                       |             | 136e           |
| 116       | Gotzon Martín      |                       |             | 37e            |
| 117       | Luis Ángel Maté    |                       |             | 30e            |
| 118       | Antonio Jesús Soto |                       |             | 81e            |

### Groupama-FDJ
| rugnummer | renner            | prestaties deze ronde | opmerkingen                  | eindklassering |
| --------- | ----------------- | --------------------- | ---------------------------- | -------------- |
| 121       | Arnaud Démare     |                       |                              | 96e            |
| 122       | Kevin Geniets     |                       |                              | 85e            |
| 123       | Jacopo Guarnieri  |                       | Opgave tijdens de 9e etappe  | DNF            |
| 124       | Olivier Le Gac    |                       |                              | 76e            |
| 125       | Tobias Ludvigsson |                       |                              | 99e            |
| 126       | Rudy Molard       |                       | Opgave tijdens de 16e etappe | DNF            |
| 127       | Anthony Roux      |                       |                              | 58e            |
| 128       | Ramon Sinkeldam   |                       |                              | 127e           |

### INEOS Grenadiers
| rugnummer | renner           | prestaties deze ronde                                                                            | opmerkingen                     | eindklassering |
| --------- | ---------------- | ------------------------------------------------------------------------------------------------ | ------------------------------- | -------------- |
| 131       | Egan Bernal      | 3e, 4e, 5e, 6e, 7e, 8e, 9e, 10e, 11e, 12e, 13e, 14e, 15e, 16e, 17e, 18e en 19e etappe 17e etappe |                                 | 6e             |
| 132       | Richard Carapaz  |                                                                                                  | Opgave tijdens de 14e etappe    | DNF            |
| 133       | Jhonatan Narváez |                                                                                                  | Opgave tijdens de 15e etappe    | DNF            |
| 134       | Tom Pidcock      |                                                                                                  |                                 | 67e            |
| 135       | Salvatore Puccio |                                                                                                  |                                 | 98e            |
| 136       | Pavel Sivakov    | 7e en 8e etappe                                                                                  |                                 | 35e            |
| 137       | Dylan van Baarle |                                                                                                  | Niet gestart voor de 18e etappe | DNF            |
| 138       | Adam Yates       |                                                                                                  |                                 | 4e             |
|           | Team             | 10e, 11e, 12e, 13e, 14e, 15e en 16e etappe                                                       |                                 |                |

### Intermarché-Wanty-Gobert Matériaux
| rugnummer | renner               | prestaties deze ronde                                      | opmerkingen                  | eindklassering |
| --------- | -------------------- | ---------------------------------------------------------- | ---------------------------- | -------------- |
| 141       | Louis Meintjes       |                                                            | Opgave tijdens de 19e etappe | DNF            |
| 142       | Odd Christian Eiking | 10e, 11e, 12e, 13e, 14e, 15e en 16e etappe                 |                              | 11e            |
| 143       | Jan Hirt             |                                                            |                              | 28e            |
| 144       | Wesley Kreder        |                                                            |                              | 110e           |
| 145       | Riccardo Minali      |                                                            |                              | 138e           |
| 146       | Simone Petilli       |                                                            |                              | 29e            |
| 147       | Rein Taaramäe        | Winnaar: 3e etappe 3e en 4e etappe 3e, 4e, 5e en 6e etappe |                              | 55e            |
| 148       | Kévin Van Melsen     |                                                            |                              | 126e           |

### Israel Start-Up Nation
| rugnummer | renner             | prestaties deze ronde | opmerkingen                    | eindklassering |
| --------- | ------------------ | --------------------- | ------------------------------ | -------------- |
| 151       | Sep Vanmarcke      |                       | Opgave tijdens de 16e etappe   | DNF            |
| 152       | Sebastian Berwick  |                       |                                | 135e           |
| 153       | Alexander Cataford |                       | Niet gestart voor de 3e etappe | DNF            |
| 154       | Davide Cimolai     |                       | Opgave tijdens de 8e etappe    | DNF            |
| 155       | Itamar Einhorn     |                       | Opgave tijdens de 17e etappe   | DNF            |
| 156       | Guy Niv            |                       |                                | 93e            |
| 157       | James Piccoli      |                       |                                | 86e            |
| 158       | Mads Würtz Schmidt |                       | Opgave tijdens de 7e etappe    | DNF            |

### Lotto Soudal
| rugnummer | renner             | prestaties deze ronde | opmerkingen                            | eindklassering |
| --------- | ------------------ | --------------------- | -------------------------------------- | -------------- |
| 161       | Andreas Kron       | 19e etappe            |                                        | 68e            |
| 162       | Steff Cras         |                       |                                        | 20e            |
| 163       | Frederik Frison    |                       | Opgave tijdens de 3e etappe            | DNF            |
| 164       | Matthew Holmes     |                       | Buiten tijd gefinisht in de 18e etappe | DNF            |
| 165       | Sylvain Moniquet   |                       |                                        | 83e            |
| 166       | Maxim Van Gils     |                       |                                        | 88e            |
| 167       | Harm Vanhoucke     |                       |                                        | 115e           |
| 168       | Florian Vermeersch |                       |                                        | 121e           |

### Movistar Team
| rugnummer | renner             | prestaties deze ronde   | opmerkingen                     | eindklassering |
| --------- | ------------------ | ----------------------- | ------------------------------- | -------------- |
| 171       | Enric Mas          |                         |                                 | 2e             |
| 172       | Imanol Erviti      |                         |                                 | 66e            |
| 173       | Johan Jacobs       |                         | Opgave tijdens de 9e etappe     | DNF            |
| 174       | Miguel Ángel López | Winnaar: 18e etappe     | Opgave tijdens de 20e etappe    | DNF            |
| 175       | Nélson Oliveira    |                         |                                 | 72e            |
| 176       | José Joaquin Rojas |                         |                                 | 56e            |
| 177       | Alejandro Valverde |                         | Opgave tijdens de 7e etappe     | DNF            |
| 178       | Carlos Verona      |                         | Niet gestart voor de 18e etappe | DNF            |
|           | Team               | 6e, 7e, 8e en 9e etappe |                                 |                |

### Team BikeExchange
| rugnummer | renner           | prestaties deze ronde | opmerkingen | eindklassering |
| --------- | ---------------- | --------------------- | ----------- | -------------- |
| 181       | Michael Matthews |                       |             | 70e            |
| 182       | Lucas Hamilton   |                       |             | 54e            |
| 183       | Damien Howson    |                       |             | 95e            |
| 184       | Luka Mezgec      |                       |             | 109e           |
| 185       | Mikel Nieve      |                       |             | 31e            |
| 186       | Nick Schultz     |                       |             | 49e            |
| 187       | Robert Stannard  |                       |             | 119e           |
| 188       | Andrej Zejts     |                       |             | 44e            |

### Team DSM
| rugnummer | renner          | prestaties deze ronde                                                  | opmerkingen            | eindklassering |
| --------- | --------------- | ---------------------------------------------------------------------- | ---------------------- | -------------- |
| 191       | Romain Bardet   | Winnaar: 14e etappe 14e, 15e, 16e en 17e etappe                        |                        | 25e            |
| 192       | Thymen Arensman |                                                                        |                        | 61e            |
| 193       | Alberto Dainese |                                                                        |                        | 129e           |
| 194       | Nico Denz       |                                                                        |                        | 114e           |
| 195       | Chad Haga       |                                                                        |                        | 113e           |
| 196       | Chris Hamilton  |                                                                        |                        | 64e            |
| 197       | Michael Storer  | Winnaar: 7e en 10e etappe 18e, 19e, 20e en 21e etappe 7e en 18e etappe | Winnaar Bergklassement | 40e            |
| 198       | Martijn Tusveld |                                                                        |                        | 34e            |

### Team Qhubeka NextHash
| rugnummer | renner                      | prestaties deze ronde | opmerkingen                  | eindklassering |
| --------- | --------------------------- | --------------------- | ---------------------------- | -------------- |
| 201       | Fabio Aru                   |                       |                              | 51e            |
| 202       | Sander Armée                |                       | Opgave tijdens de 17e etappe | DNF            |
| 203       | Connor Brown                |                       |                              | 130e           |
| 204       | Dimitri Claeys              |                       |                              | 105e           |
| 205       | Sergio Henao                |                       | Opgave tijdens de 19e etappe | DNF            |
| 206       | Reinardt Janse van Rensburg |                       | Buiten tijd in de 7e etappe  | DNF            |
| 207       | Bert-Jan Lindeman           |                       |                              | 131e           |
| 208       | Dylan Sunderland            |                       |                              | 104e           |

### Trek-Segafredo
| rugnummer | renner             | prestaties deze ronde | opmerkingen                  | eindklassering |
| --------- | ------------------ | --------------------- | ---------------------------- | -------------- |
| 211       | Giulio Ciccone     |                       | Opgave tijdens de 16e etappe | DNF            |
| 212       | Gianluca Brambilla |                       |                              | 22e            |
| 213       | Kenny Elissonde    |                       | Opgave tijdens de 17e etappe | DNF            |
| 214       | Alex Kirsch        |                       |                              | 120e           |
| 215       | Juan Pedro López   |                       |                              | 13e            |
| 216       | Antonio Nibali     |                       |                              | 108e           |
| 217       | Kiel Reijnen       |                       | Opgave tijdens de 15e etappe | DNF            |
| 218       | Quinn Simmons      |                       |                              | 124e           |

### UAE Team Emirates
| rugnummer | renner           | prestaties deze ronde | opmerkingen                 | eindklassering |
| --------- | ---------------- | --------------------- | --------------------------- | -------------- |
| 221       | David de la Cruz |                       |                             | 7e             |
| 222       | Joe Dombrowski   |                       |                             | 39e            |
| 223       | Ryan Gibbons     | 20e etappe            |                             | 36e            |
| 224       | Rafał Majka      | Winnaar: 15e etappe   |                             | 21e            |
| 225       | Sebastián Molano |                       | Opgave tijdens de 9e etappe | DNF            |
| 226       | Rui Oliveira     |                       |                             | 74e            |
| 227       | Jan Polanc       |                       |                             | 41e            |
| 228       | Matteo Trentin   | 10e etappe            |                             | 80e            |
|           | Team             | 3e, 4e en 5e etappe   |                             |                |

## Deelnemers per land
| Deelnemers | Land                                                                                  |
| ---------- | ------------------------------------------------------------------------------------- |
| 40         | Spanje                                                                                |
| 20         | België                                                                                |
| 18         | Frankrijk                                                                             |
| 14         | Italië, Nederland                                                                     |
| 10         | Australië                                                                             |
| 7          | Verenigd Koninkrijk                                                                   |
| 6          | Verenigde Staten                                                                      |
| 5          | Colombia, Duitsland                                                                   |
| 4          | Ecuador, Slovenië                                                                     |
| 3          | Denemarken, Nieuw-Zeeland, Oostenrijk, Tsjechië, Zuid-Afrika                          |
| 2          | Canada, Estland, Israël, Kazachstan, Luxemburg, Polen, Portugal, Rusland, Zwitserland |
| 1          | Japan, Noorwegen, Oekraïne, Zweden                                                    |

1e etappe ·
2e etappe ·
3e etappe ·
4e etappe ·
5e etappe ·
6e etappe ·
7e etappe ·
8e etappe ·
9e etappe ·
10e etappe ·
11e etappe ·
12e etappe ·
13e etappe ·
14e etappe ·
15e etappe ·
16e etappe ·
17e etappe ·
18e etappe ·
19e etappe ·
20e etappe ·
21e etappe
Startlijst · Eindstanden · Afbeeldingen